# L'Aquila Calcio 2001-2002
Questa voce raccoglie le informazioni riguardanti la società sportiva L'Aquila Calcio nelle competizioni ufficiali della stagione 2001-2002.

## Stagione
Per L'Aquila Calcio, la stagione 2001-2002 è stata la 2ª in Serie C1 e la 24ª complessiva nel terzo livello del campionato di calcio italiano. Durante la stagione il club ha inoltre partecipato per l'8ª volta alla Coppa Italia Serie C, competizione nella quale non è riuscito a passare la fase eliminatoria a gironi, venendo dunque subito eliminato.
Dopo il clamoroso crollo del girone di ritorno della stagione precedente, la società ridimensionò gli obiettivi vendendo i prezzi pregiati della rosa e affidandosi a giovani di belle speranze, venuti all'Aquila per lo più in prestito. In panchina venne chiamato Gabriele Morganti anche se, già alla 7ª giornata, dopo aver collezionato due soli punti in sette partite, il tecnico marchigiano ex-Chieti venne esonerato. A subentrare a Morganti fu il suo vice (già assistente di Aldo Ammazzalorso nell'anno della promozione in Serie C1) Augusto Gentilini, alla prima esperienza da allenatore.
La cura Gentilini dette subito i suoi frutti; grazie a quattro vittorie casalinghe consecutive, i rossoblù riuscirono ad abbandonare l'ultima posizione e chiusero l'anno a quota 16 punti. Nel girone di ritorno L'Aquila si stabilizzò ai margini della zona play-out e, alla sul finire di stagione, decisive risultarono le vittorie in trasferta contro Viterbese e Benevento; quest'ultima in particolare diede la certezza matematica della permanenza in Serie C1 agli abruzzesi, condannando i sannitici a disputare gli spareggi salvezza.
Durante la stagione, inoltre, L'Aquila disputò la sua prima amichevole internazionale contro i campioni libici dell'Al-Ittihad di Tripoli; presidente della formazione africana era l'allora dittatore Muʿammar Gheddafi. La partita, organizzata nell'ambito di una collaborazione tra L'Aquila Calcio e alcuni sponsor libici, venne giocata a campionato in corso, nella settimana che precedette il derby di ritorno con il Castel di Sangro decisivo ai fini della salvezza, e terminò 4-1 per i rossoblù. Nelle formazione aquilana figurava anche il calciatore libico Jehad Muntasser mentre in quella africana era il terzogenito di Gheddafi, Saadi, che l'anno dopo debuttò in Serie A con la maglia del Perugia. Durante la partita, che si giocò allo stadio 11 giugno di Tripoli, dinanzi a 30.000 spettatori, i tifosi dell'Al-Ahly (rivali dell'Al-Ittihad) si schierarono a favore dei rossoblù.

## Rosa
| N. |                   | Ruolo | Calciatore                |
| -- | ----------------- | ----- | ------------------------- |
|    | Italia (bandiera) | P     | Federico Bigliazzi        |
|    | Italia (bandiera) | P     | Demetrio Alessandro Greco |
|    | Italia (bandiera) | P     | Luigi Sassanelli          |
|    | Italia (bandiera) | D     | Emilio Affuso             |
|    | Italia (bandiera) | D     | Andrea Citterio           |
|    | Italia (bandiera) | D     | Luigi Di Simone           |
|    | Italia (bandiera) | D     | Massimo Drago             |
|    | Italia (bandiera) | D     | Gabriele Grossi           |
|    | Italia (bandiera) | D     | Domenico Maietta          |
|    | Italia (bandiera) | D     | Gianluca Marinelli        |
|    | Italia (bandiera) | D     | Mattia Mela               |
|    | Ghana (bandiera)  | D     | Daniel Ola                |
|    | Italia (bandiera) | D     | Raffaele Perna            |
|    | Italia (bandiera) | D     | Paolo Valerio             |
|    | Italia (bandiera) | D     | Maurizio Vincioni         |
|    | Italia (bandiera) | C     | Lorenzo Battaglia         |
|    | Italia (bandiera) | C     | Davide Di Terlizzi        |
|    | Italia (bandiera) | C     | Alessandro Gambadori      |

| N. |                      | Ruolo | Calciatore         |
| -- | -------------------- | ----- | ------------------ |
|    | Italia (bandiera)    | C     | Luca La Ciura      |
|    | Italia (bandiera)    | C     | Rosario La Marca   |
|    | Italia (bandiera)    | C     | Vincenzo Lanotte   |
|    | Italia (bandiera)    | C     | Franco Micco       |
|    | Libia (bandiera)     | C     | Jehad Muntasser    |
|    | Italia (bandiera)    | C     | Simone Pelanti     |
|    | Italia (bandiera)    | C     | Luca Pellegrini    |
|    | Italia (bandiera)    | C     | Paolo Rachini      |
|    | Italia (bandiera)    | C     | Daniele Russo      |
|    | Italia (bandiera)    | C     | Alessandro Tatomir |
|    | Italia (bandiera)    | C     | Fabio Tega         |
|    | Italia (bandiera)    | C     | Danilo Turazza     |
|    | Italia (bandiera)    | A     | Antonio Bellizzi   |
|    | Italia (bandiera)    | A     | Andrea Cecchini    |
|    | Italia (bandiera)    | A     | Aldo Di Corcia     |
|    | Argentina (bandiera) | A     | Jonathan Vidallé   |
|    | Nigeria (bandiera)   | A     | Kenneth Zeigbo     |

## Risultati

### Serie C1

#### Girone di andata
| Arbitro: | Squillace (Catanzaro) |

|                  |           |                      |
| V. Silvestri 69’ | Marcatori | 78’ (rig.) Battaglia |

| Arbitro: | D'Aguanno (Marsala) |

|  |           |                                            |
|  | Marcatori | 15’ Di Fiordo 35’ Capparella 88’ Campanile |

| Arbitro: | Bergonzi (Genova) |

|                                              |           |  |
| Puccinelli 47’ Suppa 74’ Tacconelli 83’, 86’ | Marcatori |  |

| Arbitro: | Brighi (Cesena) |

|                      |           |                          |
| Caccavale 49’ (aut.) | Marcatori | 28’ Califano 43’ Di Cola |

| Arbitro: | Vicinanza (Albenga) |

|                    |           |            |
| M. Ripa 25’ (rig.) | Marcatori | 2’ Vidallé |

| Arbitro: | Squillace (Catanzaro) |

|              |           |                                          |
| Cecchini 23’ | Marcatori | 26’ Bonfiglio 72’ Bruno 90+2’ Passiatore |

| Arbitro: | Carlucci (Molfetta) |

|                                                      |           |  |
| Cariello 6’, 26’ Triuzzi 65’ Marziano 79’ Riganò 90’ | Marcatori |  |

| Arbitro: | Mariuzzo (Venezia) |

|                                |           |             |
| Cecchini 55’ L. Pellegrini 66’ | Marcatori | 25’ Rimedio |

| Arbitro: | Nicoletti (Macerata) |

|                         |           |             |
| Ranalli 18’ Taccola 37’ | Marcatori | 3’ Cecchini |

| Arbitro: | Lambertini (Bologna) |

|              |           |  |
| D. Russo 86’ | Marcatori |  |

| Arbitro: | Sacco (Civitavecchia) |

|                                 |           |                     |
| Langella 36’, 90+3’ Alterio 60’ | Marcatori | 67’ (rig.) Cecchini |

| Arbitro: | Belloli (Bergamo) |

|               |           |  |
| Di Corcia 89’ | Marcatori |  |

| Arbitro: | Benedetti (Vicenza) |

|             |           |              |
| Barbera 64’ | Marcatori | 88’ La Marca |

| Arbitro: | Zambon (Padova) |

|                                        |           |                               |
| Gambadori 57’ Zigbo 89’ Cecchini 90+3’ | Marcatori | 21’ Santoruvo 65’ (rig.) Frau |

| Arbitro: | Lambertini (Bologna) |

|                       |           |  |
| Cordone 1’ Cicconi 5’ | Marcatori |  |

| Arbitro: | Vicinanza (Albenga) |

|                     |           |                  |
| Cecchini 65’ (rig.) | Marcatori | 58’ (rig.) Manni |

| Arbitro: | M. Mazzoleni (Bergamo) |

|                        |           |              |
| Nassi 22’ La Vista 38’ | Marcatori | 73’ Cecchini |

#### Girone di ritorno
| Arbitro: | Ioseffi (Siena) |

|                                   |           |                  |
| D. Russo 74’ Ciaschini 80’ (rig.) | Marcatori | 16’ V. Silvestri |

| Arbitro: | Giachero (Pinerolo) |

|  |           |            |
|  | Marcatori | 89’ Zeigbo |

| Arbitro: | Brighi (Cesena) |

|               |           |             |
| Di Corcia 57’ | Marcatori | 45’ Sbrizzo |

| Arbitro: | Cenni (Imola) |

|                    |           |               |
| Ambrosino 26’, 56’ | Marcatori | 24’ Battaglia |

| Arbitro: | Niccolai (Livorno) |

|  |           |                     |
|  | Marcatori | 74’ (aut.) R. Perna |

| Arbitro: | Mariuzzo (Venezia) |

|                |           |  |
| Bruno 14’, 47’ | Marcatori |  |

| Arbitro: | M. Mazzoleni (Bergamo) |

|             |           |             |
| Tatomir 54’ | Marcatori | 43’ Cazzarò |

| Arbitro: | Zambon (Padova) |

|  |           |              |
|  | Marcatori | 72’ Cecchini |

| Arbitro: | Liberti (Genova) |

|                                   |           |             |
| D. Russo 48’ La Marca 64’ Ola 69’ | Marcatori | 88’ Ranalli |

| Chieti 17 marzo 2002 27ª giornata | Chieti          | 0 – 0 | L'Aquila | Stadio Guido Angelini (2.491 spett.)\| Arbitro: \| Brighi (Cesena) \| |
| Arbitro:                          | Brighi (Cesena) |       |          |                                                                       |

| L'Aquila 24 marzo 2002 28ª giornata | L'Aquila          | 0 – 0 | Torres | Stadio Tommaso Fattori (2.476 spett.)\| Arbitro: \| Capozzi (Vicenza) \| |
| Arbitro:                            | Capozzi (Vicenza) |       |        |                                                                          |

| Castel di Sangro 31 marzo 2002 29ª giornata | Castel di Sangro  | 0 – 0 | L'Aquila | Stadio Teofilo Patini (1.361 spett.)\| Arbitro: \| Tonolini (Milano) \| |
| Arbitro:                                    | Tonolini (Milano) |       |          |                                                                         |

| Arbitro: | Stefanini (Prato) |

|                   |           |  |
| Cecchini 68’, 79’ | Marcatori |  |

| Arbitro: | Zambon (Padova) |

|  |           |              |
|  | Marcatori | 35’ Cecchini |

| Arbitro: | Bergonzi (Genova) |

|              |           |                 |
| D. Russo 58’ | Marcatori | 31’ Baronchelli |

| Arbitro: | D'Aguanno (Marsala) |

|  |           |              |
|  | Marcatori | 57’ Cecchini |

| Arbitro: | P. Rossi (Forlì) |

|  |           |                          |
|  | Marcatori | 8’ Maschio 78’ A. Bucchi |

### Coppa Italia Serie C

#### Girone M
| 12 agosto 2001 1ª giornata |  | – Turno di riposo L'Aquila |  |  |

| Arbitro: | Angrisani (Salerno) |

|                                       |           |              |
| La Marca 8’ Battaglia 29’ Malerba 48’ | Marcatori | 76’ De Sousa |

| Arbitro: | Sacco (Civitavecchia) |

|  |           |                         |
|  | Marcatori | 22’ Vidallé 79’ Rondina |

| Arbitro: | G. Rubino (Salerno) |

|                                             |           |                                     |
| Bagalini 63’ F. Esposito 73’ Di Conza 90+1’ | Marcatori | 12’ Rondina 29’ Micco 87’ Battaglia |

| Arbitro: | Tagliavento (Terni) |

|              |           |                             |
| Battaglia 9’ | Marcatori | 40’ M. De Amicis 85’ Udassi |

## Statistiche

### Statistiche di squadra
| Competizione         | Punti | In casa | In casa | In casa | In casa | In casa | In casa | In trasferta | In trasferta | In trasferta | In trasferta | In trasferta | In trasferta | Totale | Totale | Totale | Totale | Totale | Totale | DR  |
| Competizione         | Punti | G       | V       | N       | P       | Gf      | Gs      | G            | V            | N            | P            | Gf           | Gs           | G      | V      | N      | P      | Gf     | Gs     | DR  |
| -------------------- | ----- | ------- | ------- | ------- | ------- | ------- | ------- | ------------ | ------------ | ------------ | ------------ | ------------ | ------------ | ------ | ------ | ------ | ------ | ------ | ------ | --- |
| Serie C1             | 43    | 17      | 7       | 5       | 5       | 20      | 20      | 17           | 4            | 5            | 8            | 11           | 25           | 34     | 11     | 10     | 13     | 31     | 45     | -14 |
| Coppa Italia Serie C | -     | 2       | 1       | 0       | 1       | 4       | 3       | 2            | 1            | 1            | 0            | 5            | 3            | 4      | 2      | 1      | 1      | 9      | 6      | +3  |
| Totale               | -     | 19      | 8       | 5       | 6       | 24      | 23      | 19           | 5            | 6            | 8            | 16           | 28           | 38     | 13     | 11     | 14     | 40     | 51     | -11 |